# Jim Reilly
Jim Reilly, właśc. James G. Reilly (ur. w 1957 w Belfaście) – perkusista północnoirlandzkiej grupy punkrockowej Stiff Little Fingers, której był członkiem w latach 1979–1981.